# Južna zverca
Južna zverca (znanstveno ime Lestes macrostigma) je predstavnik enakokrilih kačjih pastirjev iz družine zverc, razširjen po južni polovici Evrope in v Srednji Aziji.

## Opis
Odrasli dosežejo 39 do 48 mm v dolžino, od tega zadek 31 do 38 mm, zadnji krili pa merita 24 do 27 mm. Za razliko od drugih zverc imajo temno osnovno obarvanost, ves sprednji del telesa in začetek ter konico zadka pa prekriva modrikast poprh, ki jim daje značilen vzorec. Značilne so tudi velike in temne pterostigme, zato je vrsta nezamenljiva.
Odrasli letajo poleti, od junija do septembra, v topli Španiji morda že zgodaj spomladi.

## Habitat in razširjenost
Razmnožuje se samo v plitvih polslanih mokriščih, poraščenih , ki so preslana za razvoj tekmecev in plenilcev ter pozno spomladi presahnejo. Ker se take razmere ne pojavijo vsako leto (bodisi voda prehitro izhlapi, bodisi je je preveč in omogoči preživetje drugim vrstam), lahko velikost populacije močno niha med leti.
Južna zverca je razširjena v pasu od južnega dela Zahodne Evrope prek Zahodne in Srednje Azije vse do Mongolije. Zaradi izrazite specializiranosti pa so nahajališča po vsem območju razširjenosti redka in zaradi spremenljivih razmer prihaja do močnih nihanj populacije, zato je ogroženost težko ovrednotiti. V Evropi so najmočnejše populacije v obalnih močvirjih vzhodnega Sredozemlja, okrog Nežiderskega jezera na zahodu Panonske nižine ter ob zahodnih obalah Črnega morja. Nekoč močne populacije po nižavjih Madžarske so večjidel izginile, verjetno zaradi izsuševanja močvirij in urbanizacije. Edino znano nahajališče v Sloveniji je kal v Hrastu pri Vinici (Bela Krajina), kjer so vrsto našli sredi 1990. let. Pri tem razmnoževanje ni bilo potrjeno, zato gre morda za klateža, torej povsem slučajno najdbo. Na Rdeči seznam kačjih pastirjev iz Pravilnika o uvrstitvi ogroženih rastlinskih in živalskih vrst v rdeči seznam je južna zverca zato uvrščena kot redka vrsta, kar pa zaradi odsotnosti najdb nima praktičnega pomena.